# George Mathews
Pour les articles homonymes, voir Mathews.
George Mathews, né à New York le 10 octobre 1911 et mort à Caesars Head (Caroline du Sud) le 7 novembre 1984, est un acteur américain. 

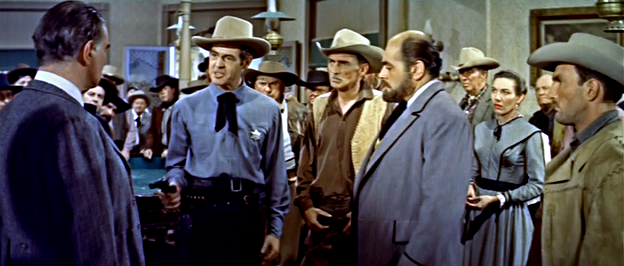
George Mathews (à gauche, de profil) avec Robert Ryan et Robert Middleton dans The Proud Ones (Le Shérif).

## Biographie
George Mathews, a passé sa jeunesse à Manhattan et Brooklyn. Après avoir échoué dans un emploi avec le courrier des États-Unis, il commence une carrière sur scène au début des années 1930. Il rejoint le Work Projects Administration, puis apparait pour la première fois à Broadway dans le rôle de Dynamite Jim dans Processional (en) en 1937.
Avec son large visage, ses sourcils intenses, son nez et sa jonction de la lèvre inférieure et, sa voix grave , Mathews a souvent été utilisé dans des rôles de militaires lourds ou endurcis comme en 1944 dans la version cinématographique de The Eve of St. Mark, en tant que sergent Ruby.  
Il a également joué dans des pièces classiques comme Antigone  en 1946[réf. nécessaire] et a aussi interprété efficacement les voyous comiques, Pat et Mike (1952), avec Katharine Hepburn et dans la comédie musicale Do Re Mi de Garson Kanin (1960-1962).
Au cinéma, il est surtout connu pour le « joueur Williams » de L'Homme au bras d'or (1955) et comme shérif sadique Bull Harper de La Dernière Caravane (1956). Il a également joué le propriétaire du bar, John Shanssey, qui aide Doc Holiday dans Gunfight at the O.K. Corral (Règlements de comptes à O.K. Corral).  
À partir de 1957, il tourne essentiellement pour la télévision où on le retrouve dans L'Homme à la carabine (1959), Aventures dans les îles  (1960), Perry Mason (1962) et  également dans  un rôle récurrent de la série de comédie  Glynis (en) (1963), en jouant l'ex-policier Chick Rogers.  
Dans la vie privée, Mathews était l'opposé des rustres qu'il représentait à l'écran : amical et intelligent[réf. nécessaire]. Passionné d'échecs, il participait souvent à des tournois internationaux[réf. nécessaire]. Il s'est retiré de la profession d'acteur en 1972 et est décédé d'une maladie cardiaque en Caroline du Sud en novembre 1984.

## Filmographie partielle
- 1943 : Le Cabaret des étoiles
- 1944 : Up in Arms (Un fou s'en va-t-en guerre)
- 1944 : The Eve of St. Mark
- 1944 : Le Président Wilson
- 1944 : Le Porte-avions X
- 1945 : Le blé est vert
- 1952 : Les Boucaniers de la Jamaïque
- 1952 : Sally et sainte Anne
- 1953 : La Cité sous la mer
- 1955 : L'Homme au bras d'or
- 1956 : Le Shérif
- 1956 : La Dernière Caravane
- 1957 : Règlements de comptes à O.K. Corral (Gunfight at the O.K. Corral)